# Asediul Atellei
Asediul Atellei a avut loc în iulie 1496 și a fost purtată de către trupele spaniole sub comanda lui El Gran Capitán. Cu succesul acestui asediu, au fost finalizate conflictele majore ale ligii de la Veneția. Cu această victorie și predare trupelor franceze, regele Ferdinand al II-lea de Napoli și-a recuperat regatul.

## Context
După 17 zile prin teritoriul napolitan, El Gran Capitán a sosit la porțile Alettei cu 400 de oameni din cavaleria ușoară, 70 de bărbați cu arme și 1.000 de infanteriști aleși de el. În tabără erau deja regele Ferdinand al II-lea de Neapole și Francesco al II-lea Gonzaga. Defensiva orașul era condusă de ducele de Montpensier, Gilbert.

## Asediul
După evaluarea situației, Gonzalo de Cordoba a atras atenția câtorva mori de unde asediații erau alimentați cu apă și făină, ceea ce le-a permitea să prelungească asediu, așteptând o posibilă sosirea a unui ajutor extern. Primul obiectiv a fost apoi setat pentru a lipsi inamicul de beneficiile acestor mori, care erau, însă, păzite de elvețieni și gasconi.
În bătălia de pe 1 iulie 1496, infanteria spaniolă bine pregătiră, îi conduce pe asediați înapoi. Cavalerie ușoară spaniolă taie retragerea acestora, fiind practic anihilați. În cele din urmă, a ieșit din oraș cavalerie grea, iar El Gran Capitán a reunit toate forțele pentru a le putea face față. După un nou șoc, care a fost pierderea de teren, și în cele din urmă forțați să se refugieze în oraș, spaniolii au capturat pozițiile inamice din jurul Atellei, inclusiv punctele forte, Ripacandida și Venosa. Deci, asediul a fost scurtat, atunci ducele de Montpensier a fost de acord să se predea.
În tratat au fost incluse un număr de clauze. Mici zone ale lui Bernard de Aubigny în Calabria și toate celelalte poziții din Napoli ar trebui să treacă în administrația ligii de la Veneția. Aceasta ar ajuta retragerea soldații francezi în Franța la bordul navelor.

## Consecințe
Acest mare victorie a lui Gonzalo de Cordoba a avut un răsunet la nivel internațional, și în această bătălie a primit porecla de El Gran Capitán. După această bătălie orașele franceze mai puțin Venosa, Taranto și Gaeta au fost recuperate de Ferdinand al II-lea.